# DJ Snake
Вилијам Сами Етјен Григасин (фр. William Sami Étienne Grigahcine; Париз, 13. јун 1986), познат као DJ Snake (транскр.  Ди-Џеј Снејк), француски је ди-џеј и музички продуцент.

## Дискографија
- Encore (2016)
- Carte Blanche (2019)

### Награда Греми
| Година | Номиновани/рад                      | Награда           | Резултат   | Ref   |
| ------ | ----------------------------------- | ----------------- | ---------- | ----- |
| 2012   | Born This Way (as producer)         | Album of the Year | Номинација | [ 7 ] |
| 2015   | "Turn Down for What" (with Lil Jon) | Best Music Video  | Номинација | [ 8 ] |

### Billboard Music Awards
| Година | Номиновани/рад                              | Награда                     | Резултат   | Ref    |
| ------ | ------------------------------------------- | --------------------------- | ---------- | ------ |
| 2015   | "Turn Down for What" (with Lil Jon)         | Top Dance/Electronic Song   | Освојено   | [ 9 ]  |
| 2016   | "You Know You Like It" (with AlunaGeorge)   | Top Dance/Electronic Song   | Номинација | [ 10 ] |
| 2016   | "Lean On" (with Major Lazer featuring MØ)   | Top Dance/Electronic Song   | Освојено   | [ 10 ] |
| 2016   | DJ Snake                                    | Top Dance/Electronic Artist | Номинација | [ 10 ] |
| 2017   | DJ Snake                                    | Top Dance/Electronic Artist | Номинација | [ 11 ] |
| 2017   | "Let Me Love You" (featuring Justin Bieber) | Top Dance/Electronic Song   | Номинација | [ 11 ] |

### Electronic Music Awards
| Година | Номиновани/рад    | Награда            | Резултат   | Ref    |
| ------ | ----------------- | ------------------ | ---------- | ------ |
| 2017   | "Let Me Love You" | Single of the Year | Номинација | [ 12 ] |

### Teen Choice Awards
| Година | Номиновани/рад | Награда        | Резултат | Ref    |
| ------ | -------------- | -------------- | -------- | ------ |
| 2018   | DJ Snake       | Best French DJ | Освојено | [ 13 ] |

| Година | Номиновани/рад                      | Награда                        | Резултат   | Ref    |
| ------ | ----------------------------------- | ------------------------------ | ---------- | ------ |
| 2014   | "Turn Down for What" (with Lil Jon) | Choice Music: R&B/Hip-Hop Song | Номинација | [ 14 ] |

### ДЈ МагТоп 100 ДЈ-а
| Година | Положај | Напомене  | Ref.   |
| ------ | ------- | --------- | ------ |
| 2014   | 65      | Нови унос | [ 15 ] |
| 2015   | 32      | Уп 33     | [ 15 ] |
| 2016   | 22      | Уп 10     | [ 15 ] |
| 2017   | 23      | Доље 1    | [ 15 ] |
| 2018   | 24      | Доље 1    | [ 15 ] |
| 2019   | 16      | Уп 8      | [ 15 ] |